# Viktor Ninov
Ne doit pas être confondu avec Victor Ninov.
Viktor Ninov (né le 19 juin 1988 à Cherven Bryag) est un athlète bulgare, spécialiste du saut en hauteur.

## Carrière
Son record est de 2,29 m, obtenu à Plovdiv le 9 juillet 2011, mesure qu'il confirme en qualifications aux Championnats du monde de Daegu (2,28 m).
Lors des Championnats d'Europe en salle de 2011, il passe 2,22 m (non qualifié) ainsi qu'aux Championnats d'Europe de Barcelone (2,23 m, non qualifié), et à ceux d'Helsinki (2,15 m, non qualifié).
Il représente la Bulgarie aux Jeux olympiques de Londres.

## Palmarès
| Date | Compétition                       | Lieu     | Résultat | Marque |
| ---- | --------------------------------- | -------- | -------- | ------ |
| 2010 | Championnats d'Europe par équipes | Marsa    | 3e       | 2,10 m |
| 2011 | Championnats d'Europe par équipes | Novi Sad | 1er      | 2,28 m |
| 2014 | Championnats d'Europe par équipes | Riga     | 2e       | 2,14 m |
| 2014 | Championnats des Balkans          | Pitești  | 3e       | 2,14 m |

## Records
| Épreuve         | Épreuve      | Performance | Lieu    | Date            |
| --------------- | ------------ | ----------- | ------- | --------------- |
| Saut en hauteur | En plein air | 2,29 m      | Plovdiv | 9 juillet 2011  |
| Saut en hauteur | En salle     | 2,30 m      | Prague  | 14 février 2013 |